# Lojze Kiauta
Lojze Kiauta slovenski ekonomist, gospodarstvenik in univerzitetni predavatelj, * 27. junij 1908, Postojna, † 30. maj 1991, Ljubljana.
Ljudsko šolo je končal leta 1919 v rojstnem kraju, gimnazijo pa 1926 v Ljubljani. Diplomiral je na tržaški univerzi in prav tam leta 1932 tudi doktoriral. Sprva je delal v zavarovalništvu in nato 9 let pri Kreditnem zavodu za trgovino in industrijo v Ljubljani. V letih 1945-1946 je bil tajnik Denarnega zavoda Slovenije  Trstu, 1947-1950 predstojnik organizacijskega oddelka  pri Ministrstvu za kmetijstvo in gozdarstvo Ljudske republike Slovenije in od 1951-1963 direktor podjetja Silvaprodukt v Ljubljani. Leta 1963 je začel predavati na ekonomski fakulteti v Ljubljani, od 1975 kot redni profesor. Napisal je več učbenikov ter objavil več člankov in razprav. Njegova bibliografija obsega 18 zapisov.

## Izbrana bibliografija
- Uvod v ekonomiko gospodarske organizacije združenega dela (COBISS)
- Ekonomika podjetja I. (COBISS)
- Uvod v ekonomiko in organizacijo podjetja (COBISS)
- Delitev dohodka med organizacijskimi enotami v podjetju (COBISS)